# Pleuraplack

Bröströntgen vid asbestos visar plack ovanför diafragman

Pleuraplack är förkalkningar på lungsäckens vägg (latin pleura) som orsakas av exponering av asbest. Pleuraplack i sig behöver inte ge upphov till lungnedsättning men det är ett tecken på asbestos som är en typ av dammlunga. Pleuraplack diagnostiseras med hjälp av lungröntgen.
I de allra flesta fall av pleuraplack upplever den drabbade inga symtom. Man kan leva med dessa förkalkningar utan att de ger några bestående men. Det är även möjligt att leva med tillståndet under flera års tid utan att känna till att man är drabbad. Om den drabbade upplever symtom såsom andfåddhet samt hosta eller bröstsmärta, är det viktigt att känna till att dessa sannolikt inte orsakas av pleuraplack utan snarare av ett annat sjukdomsstillstånd som kan behöva behandlas.
En person som har blivit utsatt för asbest och inte upplever symptom i bröstet avråds ofta från att genomgå en datortomografi eller röntgen. Anledningen till detta är att den risk som dessa undersökningar medför väger tyngre än fördelen med att upptäcka pleuraplack. Även om en patient diagnostiseras med pleuraplack finns det inget behov av att behandla tillståndet.